# Leptoperilissus oculator
Leptoperilissus oculator är en stekelart som beskrevs av Aubert 1974. Leptoperilissus oculator ingår i släktet Leptoperilissus och familjen brokparasitsteklar. Inga underarter finns listade i Catalogue of Life.